# Amiri Baraka
Amiri Baraka (* 7. Oktober 1934 in Newark, New Jersey als Everett LeRoy Jones; † 9. Januar 2014 ebenda) war ein US-amerikanischer Lyriker, Dramatiker, Musikkritiker und Prosaautor.

Amiri Baraka (Mitte; 2007)

## Leben und Wirken
Amiri Baraka wurde als Everett LeRoy Jones geboren. Mit achtzehn schrieb er seinen Namen LeRoi Jones, 1967 nahm er den Namen Imamu Ameer Baraka an, den er später zur heutigen Form abwandelte.

### Bis 1965
Baraka studierte Philosophie und Religionswissenschaften an der Rutgers University, an der Columbia University und an der Howard University, ohne einen Abschluss zu erlangen. Er ging 1954 zur US Air Force und wurde Unteroffizier (Sergeant). 1957 wurde er als Kommunist denunziert und, als sich sowjetisches Material bei ihm fand, unehrenhaft aus der Armee entlassen. Er zog dann nach Greenwich Village und arbeitete anfangs in einem Schallplatten-Lager. In dieser Zeit entwickelte sich sein Interesse für Jazz; gleichzeitig kam er in Kontakt mit den Beat Poets, die seine frühe Lyrik stark beeinflussten. Er gründete 1958 die Totem Presse und heiratete im selben Jahr Hettie Cohen. Seine Frau arbeitete als Lektorin bei der Partisan Review und mit ihrer Erfahrung brachte das Ehepaar acht Ausgaben des Literaturmagazins Yūgen heraus (1958–1962).
1960 besuchte er Kuba, was seine Wandlung zum politischen Künstler einleitete. 1961 erschien die Gedichtsammlung Preface to a Twenty Volume Suicide Note, 1963 Blues People: Negro Music in White America. Für sein 1964 uraufgeführtes Stück Dutchman erhielt er im selben Jahr einen Obie Award. Nach der Ermordung von Malcolm X 1965 distanzierte er sich von den Beat Poets, verließ seine Frau und die beiden gemeinsamen Kinder und zog nach Harlem, da er sich mittlerweile als schwarzer Kulturnationalist („black cultural nationalist“) verstand. Hettie Cohen behauptet in ihrer Autobiografie How I Became Hettie Jones (1990), Baraka habe sie zeit ihrer Ehe misshandelt.

### 1966 bis 1980
1966 heiratete Baraka seine zweite Frau, die sich später Amina Baraka nennen sollte. Ab 1967 unterrichtete er an der San Francisco State University. Im selben Jahr wird er im Verlauf von Rassenunruhen, die nach der Ermordung von Martin Luther King ausbrachen, in Newark verhaftet, wegen unerlaubten Waffenbesitzes und Widerstands gegen die Staatsgewalt angeklagt und zu drei Jahren Gefängnis verurteilt. In einem Berufungsverfahren wurde dieses Urteil wieder verworfen. 1967 gründete Jones das kurzlebige Plattenlabel Jihad, auf dem die Produktionen des Jihad Cultural Center in Newark (New Jersey) erscheinen sollten. Das Label veröffentlichte 1968 lediglich drei Alben, am bekanntesten die Sunny Murray LP mit Albert Ayler und Don Cherry. 1968 erschien sein zweites Jazz-Buch Black Music. 1970 unterstützte er Kenneth A. Gibson bei seiner Kandidatur für das Amt des Bürgermeisters von Newark; Gibson wurde zum ersten schwarzen Bürgermeister der Stadt gewählt.
Bedeutung erlangte Amiri Baraka nicht nur durch seine Tätigkeit als politischer Organisator, sondern ebenso durch den maßgeblichen Anteil, den er an der Entwicklung einer „schwarzen Ästhetik“ hatte. Vor allem sein 1970 veröffentlichter Essay The Fire Must be Permitted to Burn Full Up: Black “Aesthetic” gilt in dieser Hinsicht als einer der zentralen Texte, in dem er dem „thinking“ der weißen Kunst das „feeling“ der schwarzen Kunst gegenüberstellt. Das „Fühlen“ ist dabei an der Wirklichkeit orientiert; im Erfühlen der Realität äußert sich zugleich die Selbstverwirklichung des schwarzen Künstlers; schwarze Kunst ist zugleich stets engagierte Kunst: What does aesthetic mean? [...] Shn‘t it mean for us Feelings about reality! [...] Ourselves are revealed in whatever we do. Our art shd be ourselves as self vonscious with a commitment to revolution. Which is enlightenment. Revolution is enlightenment! Dieses Erfühlen der Wirklichkeit ist für ihn dabei vor allem durch den Rhythmus geprägt, der für den Schwarzen ihm zufolge noch intakt ist; dementsprechend besteht ein enger Zusammenhang mit der schwarzen Musik, dem Jazz. Baraka verzichtet in seiner „Logik des Fühlens“  bewusst auf eine im rationalen Sinne logische Argumentation, die für ihn einem Unterdrückungsinstrument der Weißen gleichkommt.
Um 1974 ging Baraka auf Distanz zum schwarzen Nationalismus und orientierte sich ab sofort am Marxismus und den Befreiungsbewegungen der Dritten Welt. 1979 begann er an der SUNY im Africana Studies Department zu unterrichten. Im selben Jahr wird er nach einer Auseinandersetzung mit seiner Frau zu sozialem Arbeitsdienst verurteilt. Um diese Zeit beginnt er damit, seine Autobiografie zu verfassen. 1980 distanzierte er sich von antisemitischen Äußerungen früherer Jahre und erklärte, er habe seine Irrtümer eingesehen und verstehe sich nun als Anti-Zionisten.

### Ab 1980
1984 wurde Baraka zum ordentlichen Professor ernannt. 1987 hielt er gemeinsam mit Maya Angelou und Toni Morrison eine Gedenkrede bei der Beerdigung von James Baldwin. 1989 wurde ihm der American Book Award für sein Lebenswerk verliehen sowie der Langston Hughes Award. 1990 war er Ko-Autor der Autobiografie von Quincy Jones und 1998 spielte er in Warren Beattys Film Bulworth mit. 2001 wurde er zum Mitglied der American Academy of Arts and Letters gewählt. 2002 wurde er vom Staat New Jersey zum Poet Laureate ernannt – eine Auszeichnung, auf die er 2003 verzichten musste, nachdem eine Kontroverse über sein Gedicht „Somebody Blew Up America“ entflammt war. Einige Zeilen waren dahingehend interpretiert worden, Baraka behaupte, Israel stecke hinter den Terroranschlägen am 11. September 2001. 2010 wurde sein Buch Digging: The Afro-American Soul of American Classical Music mit dem American Book Award ausgezeichnet. Einer seiner Söhne, Ras J. Baraka, ist seit 1. Juli 2014 Bürgermeister von Newark, während mit Amiri „Middy“ Baraka, Jr. ein weiterer Sohn als dessen Stabschef agiert.

## Werke
- Preface to a Twenty Volume Suicide Note, Totem Press, New York 1961. Gedichte
- Blues People: Negro Music in White America, W. Morrow & Co. New York 1963
  - Blues People; Schwarze und ihre Musik im weißen Amerika, Joseph Melzer Verlag, Darmstadt 1969
  - Auszug in: März-Texte 1 und Trivialmythen, Area, Erftstadt 2004, S. 98ff. März-Texte 1 zuerst März, 1969.
- The Dead Lecturer, Grove Press, New York, 1964. Gedichte
- Dutchman and The Slave; Two Plays, W. Morrow & Co., 1964. Theaterstücke
- The System of Dante's Hell; a Novel, Grove Press, New York 1965
  - Dantes System der Hölle; Roman, Joseph Melzer Verlag, Darmstadt 1966
- (Cuba Libre from) Home; Social Essays, William Morrow & Co., 1965
  - (Cuba Libre.) Ausweg in den Haß: Vom Liberalismus zur Black Power, Joseph Melzer, Darmstadt, 1966
- Tales, Grove Press 1967
- Black Music, W. Morrow & Co, New York 1967
  - Schwarze Musik, März Verlag, Frankfurt 1970
- The Baptism & The Toilet, Grove Press, New York 1967
  - Langsam bergab; Erzählungen, Joseph Melzer, Darmstadt 1968 [Going Down Slow erschien in der Evergreen Review]
- Black Magic, Sabotage, Target Study, Black Art; Collected Poetry, 1961–1967, Bobbs Merrill, Indianapolis 1969
- Four Black Revolutionary Plays; All Praise to the Black Man, Bobbs Merrill, Indianapolis, 1969
  - Dutchman, Faber, 1969
  - Dutchman, S. Fischer, Frankfurt 1970?
- It's Nation Time, Third World Press, Chicago, 1970. Gedichte.
- Raise Race Rays Raize: Essays Since 1965, Random House, 1971
- Hard Facts, Gedichte, 1975
- The Motion of History and Other Plays, 1978
- Poetry for the Advanced, 1979
- reggae or not! 1981
- Daggers and Javelins: Essays 1974–1979, 1984
- The Autobiography of LeRoi Jones/Amiri Baraka, 1984
- The Music: Reflections on Jazz and Blues, 1987
- Transbluesency: The Selected Poems of Amiri Baraka/LeRoi Jones, 1995
- Wise, Why’s Y’s, 1995. Essays.
- Funk Lore: New Poems, 1996.
- Somebody Blew Up America, 2001
- Digging: The Afro-American Soul of American Classical Music, 2010

### Diskografie
- Black Dada Nihilismus (DJ-Spooky-Remix) auf: Offbeat: A Red Hot Soundtrip (1996; produziert von David Byrne, DJ Krush u. a.)
- Artra / Amiri Baraka Live in München Artra003
- Black Dada Nihilismus, New York Art Quartet mit Leroi Jones, 1965 auf New York Art Quartet, ESP-DISK’ 1004.

### Musikbeispiele
- New York Art Quartet feat. Amiri Baraka: Black Dada Nihilismus (Original) auf YouTube
- Amiri Baraka & DJ Spooky: Black Dada Nihilismus (Remix) auf YouTube